# Alvablot

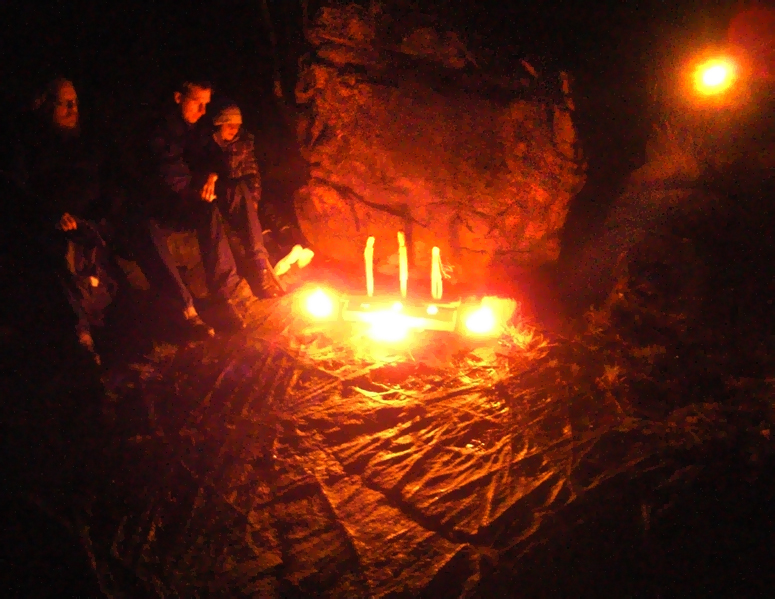
Moderna hedningar i Västergötland firar alvablot.

Alvablot eller álfablót är ett fornnordiskt blot hållet om senhöstarna eller i början av vintern.

## Alvablotet i historiska källor
Det finns två källor som talar om alvablot och dessa bygger på varandra. Den ena är Sigvat Tordssons dikt Austrfararvisur och den andra är Snorre Sturlassons Heimskringla. I båda blir Sigvat nekad nattrum i en gård i Västergötland eller Värmland med hänvisning till att gårdsfolket var hedningar och firade alvablot.

### Alvablotet iAustrfararvisur
Den isländske skalden Sigvat Tordsson (Sigvatr Þórðarson) ska runt år 1020 ha rest österut på uppdrag av Norges kung Olav den helige för att besöka Sveriges kung Olof Skötkonung. Detta skildrar Sigvat i sin dikt Austrfararvisur. Där berättar han i diktform hur han kom till Ed (Eiðr) för att sedan rida vidare genom skogen. Han kom så till gården Hov (Hof) där han försökte få natthärbärge. Dörren förblev dock stängd och folket i gården sade gården var helig och bad Sigvat att fara därifrån. Sigvat bad trollen ta dem för denna oförskämdhet. En kvinna sade att de var hedningar som firade alvablot och att hon fruktade Odens vrede om Sigvat inte gav sig av därifrån. Även i andra gårdar blev Sigvat nekad nattrum. 

### Alvablotet iOlav den heliges saga
I Olav den heliges saga (Saga Ólafs hins helga) i Heimskringla återberättar Snorre 200 år senare berättelsen om skalden Sigvats resa, som i denna något mer utbroderade version gick till Rangvald jarl i Västergötland. I början av vintern reste Sigvat och två följeslagare från Borg i Norge österut till Markerna i norra Dalsland och sedan vidare till Västergötland. De passerade Ed, som tros legat vid Trollhättan och fortsatte sedan tretton mil genom skogen. På kvällen kom de till en gård vid namn Hov där de sökte nattkvarter. Sigvat blev dock inte insläppt då de hedniska männen i gården ägnade sig åt vad heligt var. Vid en annan gård släpptes de heller inte in då husfrun sade att de hade alvablot och att hon fruktade Odens vrede om hon släppte in någon. Även följande kväll blev Sigvat avvisad av bönderna i de gårdar där han sökte nattkvarter. 

### Tolkningar
Gården Hov, där alvablotet ägde rum, låg troligen i Västergötland, men det har även föreslagits att den kan ha legat i Värmland, eftersom källan inte nämner vilket landskap den låg i. Inte heller kan man avgöra utifrån dessa uppgifter vad alvablotet exakt gick ut på. Det man dock kan vara säker på är att Odens vrede sades drabba den som vanhelgade alvablotet. Vissa har föreslagit att det skulle röra sig om dyrkan av förfäder och att det var en väldigt privat högtid för familjer.
Ortnamnsforskaren Ivar Lundahl anger det Hof där Sigvat blev portad som det äldsta belägget från 1019 för säteriet Stora Hov i Tråvads socken i Laske härad i Västergötland.